# Tunnshello

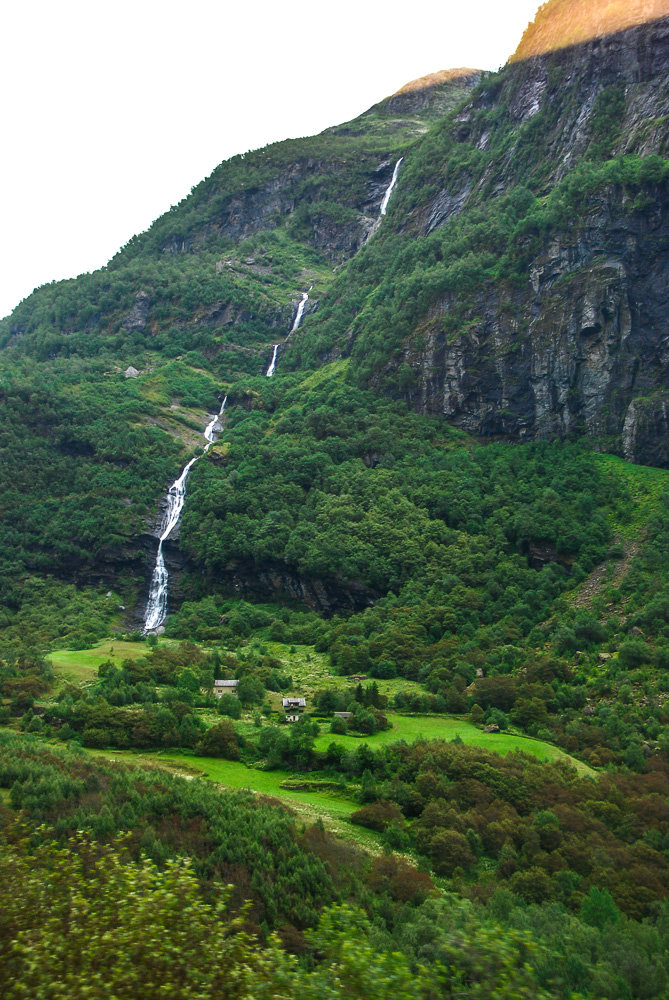
Tunnshello/Tunnshellefossen

Tunnshello is een waterval nabij Flåm in de gemeente Aurland in de Noorse provincie Vestland. Andere namen waar de waterval Tunnshello onder bekend is zijn Tunnshellefossen of Tunneshelle.
Het water van de rivier Tunnshelloelvi valt over een hoogte van 445 meter naar beneden en eindigt in de Flåmselvi. De rivier Tunnshelloelvi wordt gevoed met smeltwater van de Upsedalen en heeft een verval van meer dan 1400 meter. Aan het eind van het dal ligt de berg Tarven met een hoogte van 1703 meter een van de hoogste toppen in de Flåmsdalen.
Stroomopwaarts op de Tunnshelloelvi bevindt zich een hoogvlakte met verschillende kleine meren en de gletsjer Storskavlen welke na een warme periode en in de zomer veel smeltwater te verwerken krijgen. Tunnshello is een langgerekte waterval die nog niet officieel op de kaart wordt benoemd.
De Tunnshello ligt ten zuiden van Flåm en is te zien vanuit de Flåmsbana nabij het spoorwegstation Berekvam. Vanuit de Flåmsbana zijn er meerdere kleine en grote watervallen te zien. Eerste de Brekkefossen, Rjoandefossen, Kardalsfossen, de krachtige Kjosfossen en tot slot de Myrdalsfossen.